# Coristanco
Coristanco település Spanyolországban, A Coruña tartományban. Coristanco Zas, Cabana de Bergantiños, Ponteceso, Carballo, Tordoia és Santa Comba községekkel határos. Lakosainak száma 5744 fő (2024).

## Népesség
A település népessége az utóbbi években az alábbiak szerint változott:
| Lakosok száma | 8098 | 7765 | 7582 | 7285 | 7102 | 6706 | 6426 | 6074 | 5878 | 5744 |
|               | 2001 | 2004 | 2006 | 2009 | 2011 | 2014 | 2016 | 2019 | 2021 | 2024 |

## Híres személyek
- Angeliño (1997–) labdarúgó